# Президент Чехії
Президе́нт Че́ської Респу́бліки (чеськ. Prezident České republiky) — згідно з Конституцією Чеської Республіки (1993) глава Чеської республіки, який представляє державу на міжнародній арені, Верховний головнокомандувач збройними силами Чехії.
З 2023 року посаду займає Петр Павел.
Резиденція — Празький Град.
До 2013 року президент обирався обома палатами парламенту Чехії — Сенатом і Палатою депутатів. Для перемоги кандидату в президенти було необхідно заручитися підтримкою більшості в обох палатах. Однак провідні політичні партії вимагали зміни існуючого порядку обрання; і в 2013 році (зміни до Конституції № 71/2012 Sb.) пройшли перші прямі вибори президента. Президент Чехії обирається строком на 5 років. Президентом республіки може бути обраний громадянин, який має виборче право та досяг 40 років.

## Повноваження
Згідно зі статтею 62 Конституції ЧР, Президент республіки:
а) призначає і відкликає голову та інших членів уряду і приймає їх відставку, відкликає уряд і приймає його відставку;
b) скликає сесії Палати депутатів;
с) розпускає Палату депутатів;
d) уповноважує уряд, відставку якого він прийняв або якого відкликав, тимчасово здійснювати свої функції до призначення нового уряду;
е) призначає суддів Конституційного суду, його голову та заступників голови;
f) призначає голову та заступників голови Верховного суду з числа суддів цього суду;
g) здійснює помилування, пом'якшує покарання, призначене судом; дає вказівку не починати провадження у кримінальній справі, або призупинити розпочате провадження у кримінальній справі; знімає судимість;
h) має право повернути Парламенту прийнятий закон, за винятком конституційного закону;
i) підписує закони;
j) призначає президента і віце-президента Верховного контрольного управління;
k) призначає членів Банківської ради Чеського національного банку.